# جون سايمور (سياسي أمريكي)
جون سايمور (بالإنجليزية: John Seymour) هو سياسي أمريكي، ولد في 1649 في غلوسترشير في المملكة المتحدة، وتوفي في 30 يوليو 1709 في آن أروندل كاونتي في الولايات المتحدة.